# Jacek Łumiński
Jacek Łumiński (ur. 15 sierpnia 1958) – polski tancerz, choreograf, pedagog; założyciel i dyrektor Śląskiego Teatru Tańca w Bytomiu, dziekan bytomskiego Wydziału Teatru Tańca Państwowej Wyższej Szkoły Teatralnej w Krakowie.

## Życiorys
Był uczniem szkoły baletowej w Warszawie. Pierwsze teatralne kroki stawiał w studium aktorskim przy Teatrze Żydowskim w Warszawie. W latach 1985–1988 tańczył w Polskim Teatrze Tańca, pod koniec kadencji Conrada Drzewieckiego. Ukończył studia w zakresie pedagogiki tańca na Akademii Muzycznej w Warszawie.
W 1988 w Olsztynie razem z Piotrem Galińskim utworzył Teatr Tańca Nowego. W 1991 założył Śląski Teatr Tańca. Jego współpracownikami byli wówczas m.in. Avi Kaiser i Melissa Monteros. Pierwszą premierą nowo powstałego zespołu było Ma quere a moi Łumińskiego. Tego samego wieczoru – 5 czerwca 1992 – bytomska publiczność mogła obejrzeć jeszcze dwa jego spektakle – Między wodami i Tęsknoty II. Śląski Teatr Tańca stał się jedną z najważniejszych instytucji sztuki tanecznej w Polsce. Odbył liczne zagraniczne podróże, zaś organizowana przy nim co roku Międzynarodowa Konferencja Tańca Współczesnego i Festiwal Sztuki Tanecznej to impreza o znaczeniu formacyjnym dla wielu działających obecnie artystów i krytyków.
W 2008 na Wydziale Aktorskim Państwowej Wyższej Szkole Teatralnej w Krakowie Jacek Łumiński uzyskał stopień doktora na podstawie napisanej pod kierunkiem Jerzego Stuhra rozprawy Teatr tańca. Inspiracje, wariacje, miejsce, koncepcja. W latach 2001–2002 jako gościnny wykładowca (visiting professor) uczył w Lang Centre w Swarthmore College w USA. Od 2009 jest redaktorem naukowym ds. tańca w Wydawnictwach Uniwersytetu Warszawskiego.
Wśród otrzymanych przez niego nagród były: Ben Sommers Award (USA/Izrael) w 1986; Ballett International Fellowship (Niemcy) w 1988; United States Information Agency-Visisting Artist (USA) w 1992; Trust for Mutual Understanding/Suitcase Fund Fellowship (USA) w 1993 i 1994; ArtsLink Fellowship (USA) w 1994 i 2002; Złota Maska Wojewody Katowickiego w 1995; McKnight Fellowship (USA) w 1995; Pola Nirenska Award (USA) w 1996; Filar Raportu w 2003; Złota Odznaka za zasługi dla Województwa Śląskiego w 2005; nagroda Międzynarodowego Instytutu Teatralnego ITI za promowanie polskiej kultury za granicą w 2009, Nagroda im. Stanisława Ignacego Witkiewicza w 2009.
W 2004 został odznaczony Złotym Krzyżem Zasługi.